# Ordre (comics)
Pour les articles homonymes, voir Ordre.
L'Ordre est un groupe de super-héros appartenant à l'univers de Marvel Comics. Il est apparu dans sa propre série, Order #1 en 2007.
Le groupe est l'un des groupes faisant partie du Projet Initiative, visant à ce que chaque État des États-Unis possède un groupe de héros enregistrés et compétents.
L'Ordre est basé en Californie. Il est composé de plusieurs célébrités connues pour leur travail caritatif et social, désormais heureux de faire de nouveau la différence avec des super-pouvoirs.
À l'origine, le groupe devait reprendre le nom des Champions, mais Marvel s'aperçut qu'ils ne possédaient plus le trademark sur ce nom (c'est Hero Games qui s'en servait pour son jeu de rôle Champions).

## Composition
- Supernaut (Milo Fields)
- Anthem (Henry Hellrung), représentant d'Appolon
- Calamity (James Wa), représentant d'Hermès
- Heavy (Dennis Murray), représentant de Poséidon
- Mulholland Black
- Veda (Magdalena Marie)
- Aralune (Becky Ryan)

Basé sur le panthéon grec, Tony Stark a le rôle de Zeus, tandis que Pepper Potts celui d'Héra.